# Северна палмова веверица
Северна палмова веверица (лат. Funambulus pennantii, енгл. Northern palm squirrel) је сисар из реда глодара (Rodentia) и породице веверица (Sciuridae).

## Распрострањење
Ареал врсте покрива средњи број држава. Врста је присутна у Авганистану, Пакистану, Индији, Ирану и Непалу.

## Станиште
Станишта врсте су шуме и травна вегетација до 4.000 метара надморске висине.

## Угроженост
Ова врста није угрожена, и наведена је као последња брига јер има широко распрострањење.